# AeroUnion-Flug 302
AeroUnion-Flug 302 (Flugnummer IATA: 6R302, ICAO: TNO302, Funkrufzeichen AEROUNION 302) war ein Flug der Frachtfluggesellschaft Aerounion von Mexiko-Stadt nach Los Angeles mit einem planmäßigen Zwischenstopp in Monterrey. Am 13. April 2010 ereignete sich auf diesem Flug ein schwerer Flugunfall, als der eingesetzte Airbus A300B4-203F kurz vor der Landung auf dem Flughafen Monterrey nach einem Strömungsabriss abstürzte. Bei dem Unfall kamen die gesamte fünfköpfige Besatzung sowie ein Mensch am Boden ums Leben.

## Flugzeug
Bei dem betroffenen Flugzeug handelte es sich um einen A300B4-203, der im Airbus-Werk Clément Ader in Toulouse endmontiert wurde. Das Flugzeug absolvierte seinen Erstflug am 6. April 1979 und wurde anschließend am 31. Mai 1979 an die Air France ausgeliefert, bei der sie mit dem Luftfahrzeugkennzeichen F-BVGM zugelassen. Ab dem 2. Mai 1985 verleaste die Air France die Maschine an die Air Seychelles. Zum 30. Oktober 1987 ging die Maschine an die Leasinggeberin zurück, ab dem 1. Mai 1988 war sie an die Malaysia Airlines verleast. Ab dem 27. Mai 1989 war die Maschine wieder bei der Air France in Betrieb. Das zweistrahlige Großraumflugzeug war mit zwei Turbojettriebwerken des Typs General Electric CF6-50C ausgestattet. Ab dem 3. März 1998 war die Maschine mit dem Luftfahrzeugkennzeichen N828SC auf die FSBU First Security Bank of Utah zugelassen und wurde in diesem Zuge zur Frachtmaschine umgebaut. Ab dem 27. Februar 1999 war die Maschine mit dem Luftfahrzeugkennzeichen C-FICB auf die ICC Air Cargo zugelassen. Die AeroUnion betrieb die Maschine ab dem 12. April 2002 mit dem Luftfahrzeugkennzeichen XA-TUE und gab ihr den Taufnamen Margo. Bis zum Zeitpunkt des Unfalls hatte die Maschine 55.170 Betriebsstunden absolviert, auf die 27.600 Starts und Landungen entfielen.

## Insassen
Es befand sich eine fünfköpfige Besatzung an Bord der Maschine, bestehend aus einem Flugkapitän, einem Ersten Offizier, einem Flugingenieur, einem beobachtenden Piloten und einem Flugzeugtechniker. Flugkapitän war der 56-jährige Adolfo Muller Pazos, der über 16.754 Stunden Flugerfahrung verfügte, wovon er 5.446 Stunden mit dem Airbus A300 absolviert hatte. Erster Offizier war der 37-jährige José Manuel Guerra mit 3.114 Flugstunden, davon 1.994 mit dem Airbus A300. Flugingenieur war der 34-jährige Humberto Castillo Vera, der 3.038 Flugstunden absolviert hatte, davon 1.461 auf dem Airbus A300. Beobachtender Pilot war der 25-jährige Manfred Müller, der über 206 Stunden Flugerfahrung verfügte und der 36-jährige Flugzeugtechniker war Érick Guzmán.

## Unfallhergang
Die Piloten erhielten die Freigabe für einen VOR-DME-Anflug auf die Landebahn 11 des Flughafens Monterrey. In einer Entfernung von 3,2 DME zur Landebahn meldeten die Piloten, dass sie einen Fehlanflug durchführen würden. In einer Entfernung von 2,6 DME hatte sich die Flughöhe und -geschwindigkeit nicht nennenswert verändert. Daraufhin begann die Maschine steil auf eine Höhe von 3.700 Fuß zu steigen, wobei der Airbus zunehmend an Geschwindigkeit verlor. Es kam zum Strömungsabriss, und die Maschine stürzte nach rechts, wobei sie auf einer Straße 700 Meter rechts von der Anfluggrundlinie aufschlug. Bei dem Unfall starben alle fünf Insassen der Maschine sowie der Fahrer eines PKW, auf den der Airbus gestürzt war.

## Ursache
Als Unfallursachen gaben die Ermittler ein unzureichendes Crew Resource Management, ein mangelhaftes Situationsbewusstsein, die Durchführung eines instabilen Nicht-Präzisionsanflugs, das Versäumnis der Besatzung, die Standard-Betriebsanweisungen zu befolgen, eine fehlerhafte Konfiguration der Maschine sowie widrige Wetterbedingungen an.